# 허쉬 (2016년 영화)
《허쉬》(영어: Hush)는 미국에서 제작된 마이크 플래너건 감독의 2016년 슬래셔 영화이다. 플래너건과 케이트 시걸이 공동 각본을 작성하고, 시걸과 존 갤러거 주니어 등이 출연하였다. 제이슨 블럼 등이 제작에 참여하였다.
이 영화는 2016년 3월 12일 사우스 바이 사우스웨스트에서 전 세계 최초로 상영되었으며 넷플릭스를 통해 2016년 4월 8일 개봉하였다. 평론가들로부터 연기력과 분위기 면에서 긍정 평가를 받았다.
이 영화는 인도에서 타밀어 영화 《Kolaiyuthir Kaalam》, 힌디어 영화 《Khamoshi》로 두 차례 리메이크되었으며, 두 작품 모두 2019년 개봉하였다.

## 출연
- 케이트 시걸
- 존 갤러거 주니어
- 마이클 트루코
- 서맨사 슬로이언
- 에마 그레이브스

## 기타 제작진
- 총괄 제작: 저넷 브릴, 쿠퍼 새뮤얼슨
- 미술: 엘리자베스 볼러